# Vojšín (geomorfologický podcelek)
Vojšín je geomorfologický podcelek pohoří Pohronský Inovec. Nejvyšší vrchol podcelku se stejným názvem dosahuje nadmořské výšky 819 m.

## Vymezení
Podcelek zabírá severovýchodní část pohoří Pohronský Inovec a na západě na něj navazuje Lehotská planina, zatímco jižním směrem pokračuje pohoří Veľkým Inovcem. Východním směrem leží Župkovská brázda, podcelek pohoří Vtáčnik a severně navazuje Tribeč s podcelkem Rázdiel. 

## Vybrané vrcholy
- Vojšín (819 m n. m.) - nejvyšší vrchol podcelku
- Sedlová skala (778 m n. m.)
- Kuchyňa (760 m n. m.)

## Chráněná území
Z maloplošných území se na území podcelku nalézají:
- Starohutianský vodopád - národní přírodní památka
- Bujakov vrch - přírodní rezervace [2]